# گیاهان در فضا
رشد گیاهان در فضا (انگلیسی: Plants in space) یا بررسی چالش‌های پرورش گیاهان در فضای بیرونی، علاقهٔ علمی زیادی را برانگیخته است. 

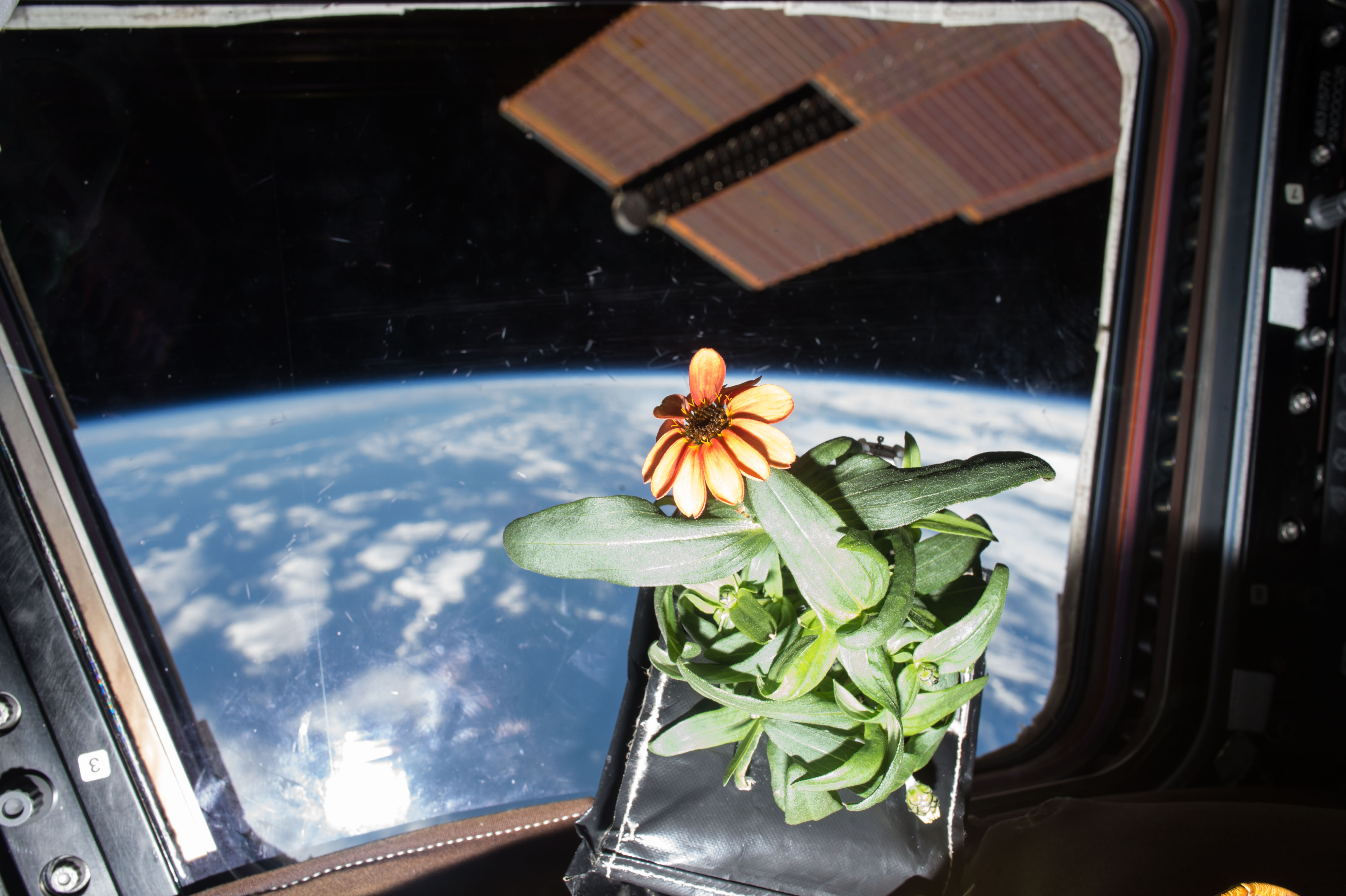
Zinnia plant in bloom aboard an Earth orbiting space station

 در دهه‌های پایانی قرن بیستم و اوایل قرن بیست و یکم، گیاهان اغلب در مدار نزدیک زمین به فضا برده می‌شدند تا در یک محیط کنترل‌شده بی‌وزنی اما تحت فشار، که گاهی باغ‌های فضایی نامیده می‌شوند، رشد کنند. در زمینه پروازهای فضایی انسان، می‌توان آنها را به عنوان غذا مصرف کرد و فضای با طراوتی را فراهم کرد. گیاهان می‌توانند دی‌اکسید کربن موجود در هوا را برای تولید اکسیژن بس ارزشمند متابولیزه کنند و نیز به کنترل رطوبت کابین کمک کنند. رشد گیاهان در فضا ممکن است یک مزیت روانی برای خدمه پروازهای فضایی انسانی ایجاد کند. معمولاً این گیاهان بخشی از مطالعات یا توسعهٔ فنی برای گسترش بیشتر باغ‌های فضایی یا انجام آزمایش‌های علمی بوده‌اند. تا به امروز، گیاهانی که به فضا برده شده‌اند، بیشتر به جنبهٔ علاقه علمی داشته‌اند، همچنین کمک‌های محدودی به عملکرد فضاپیما. با این حال پروژه درخت آپولو ماه کم و بیش الهام‌گرفته از جنگل‌کاری بود و درختان بخشی از جشن دویستمین سالگرد یک کشور هستند.
اولین چالش در رشد گیاهان در فضا این است که چگونه می‌توان گیاهان را بدون گرانش رشد داد. این امر با مشکلاتی در رابطه با اثرات گرانش بر رشد ریشه، ادغام خاک و آبیاری بدون گرانش، تأمین انواع روشنایی مناسب و سایر چالش‌ها مواجه می‌شود. به‌طور خاص، تأمین مواد مغذی برای ریشه و همچنین چرخه‌های بیو ژئوشیمیایی مواد مغذی، و فعل و انفعالات میکروبیولوژیکی در بسترهای مبتنی بر خاک بسیار پیچیده است، اما نشان داده شده که کشاورزی فضایی را در بی‌وزنی و گرانش کم و ریز ممکن شده است.